# Lamarckiana cucullata
Lamarckiana cucullata är en insektsart som först beskrevs av Stoll, C. 1813.  Lamarckiana cucullata ingår i släktet Lamarckiana och familjen Pamphagidae. Inga underarter finns listade i Catalogue of Life.

## Bildgalleri

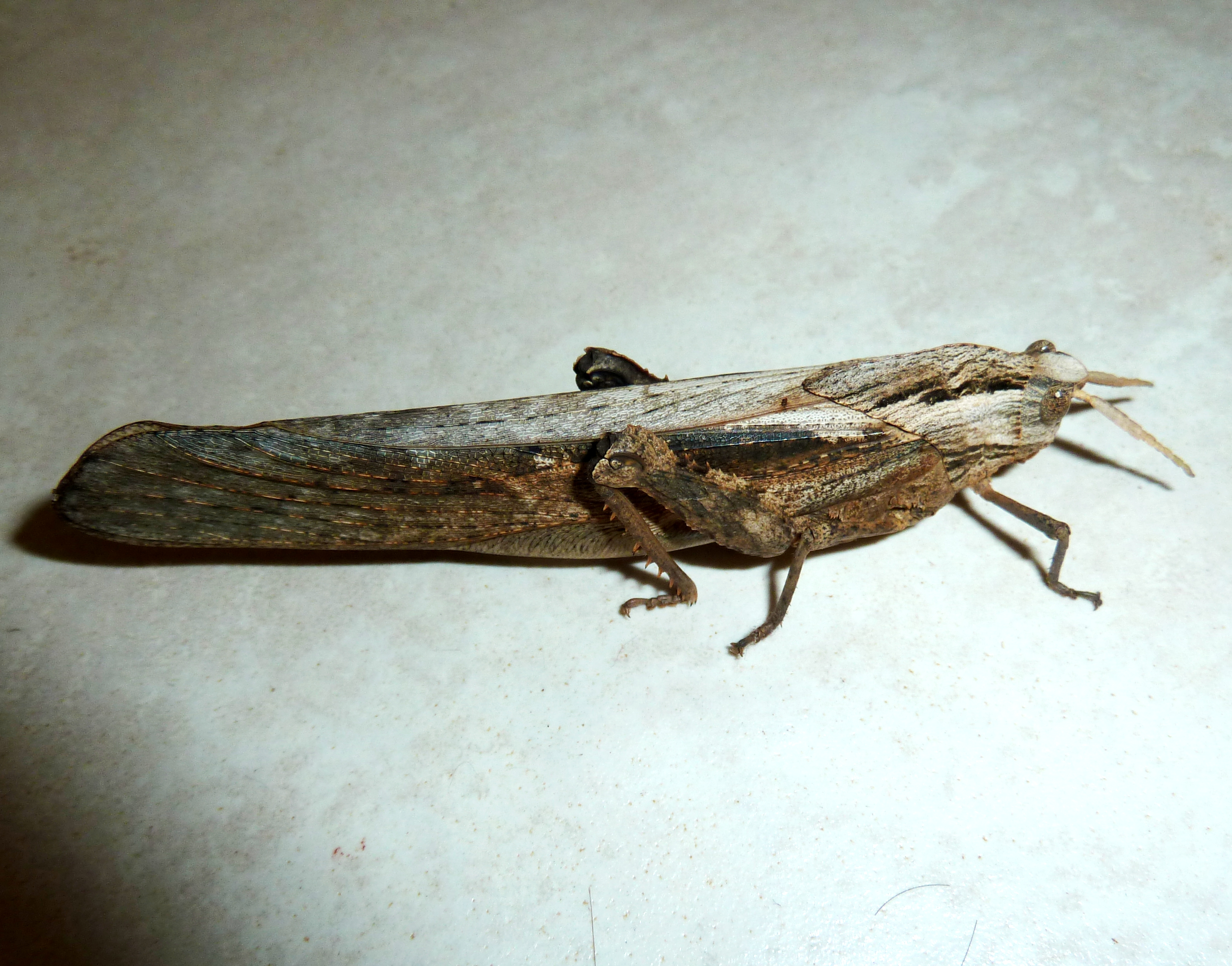
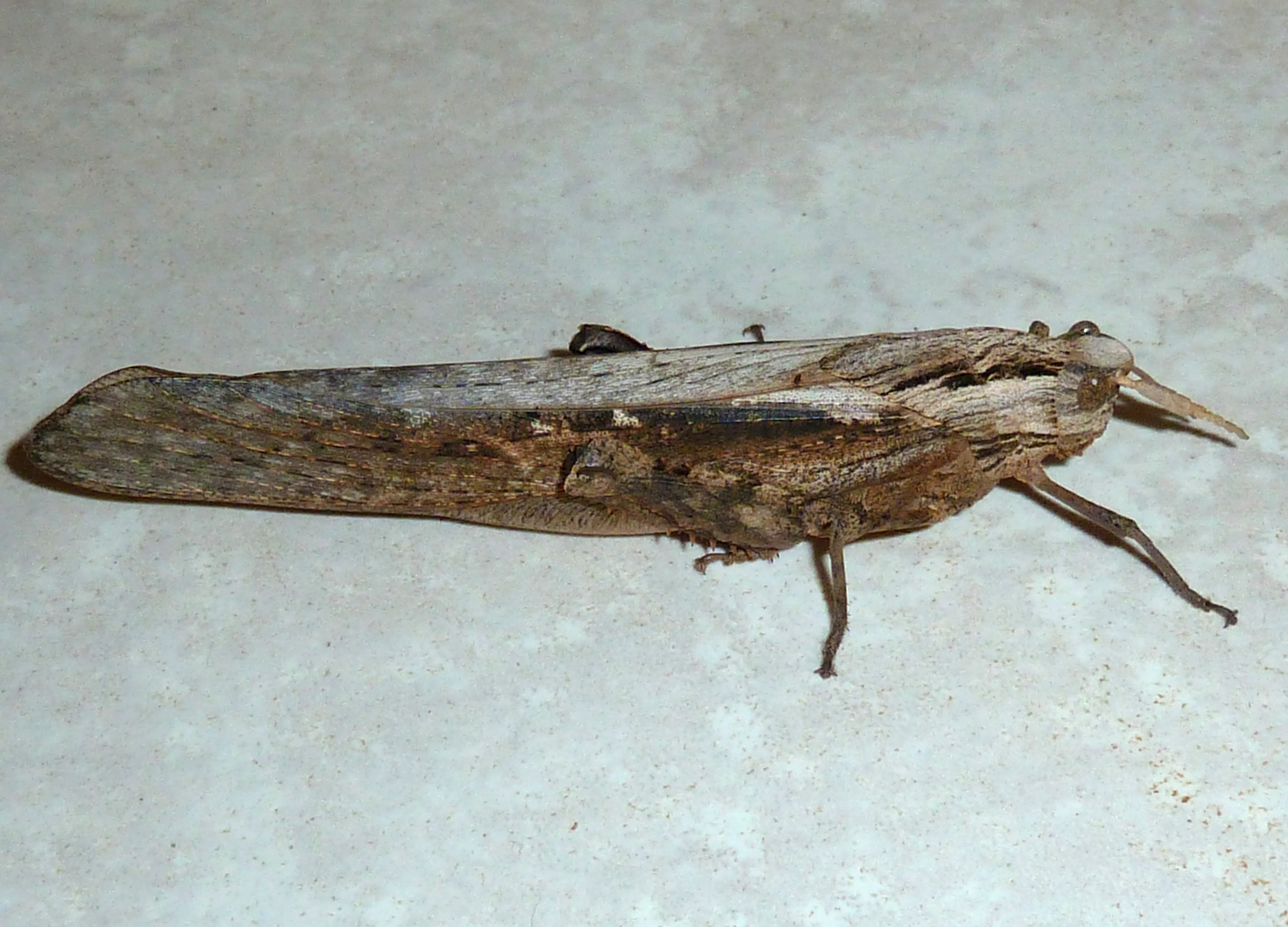
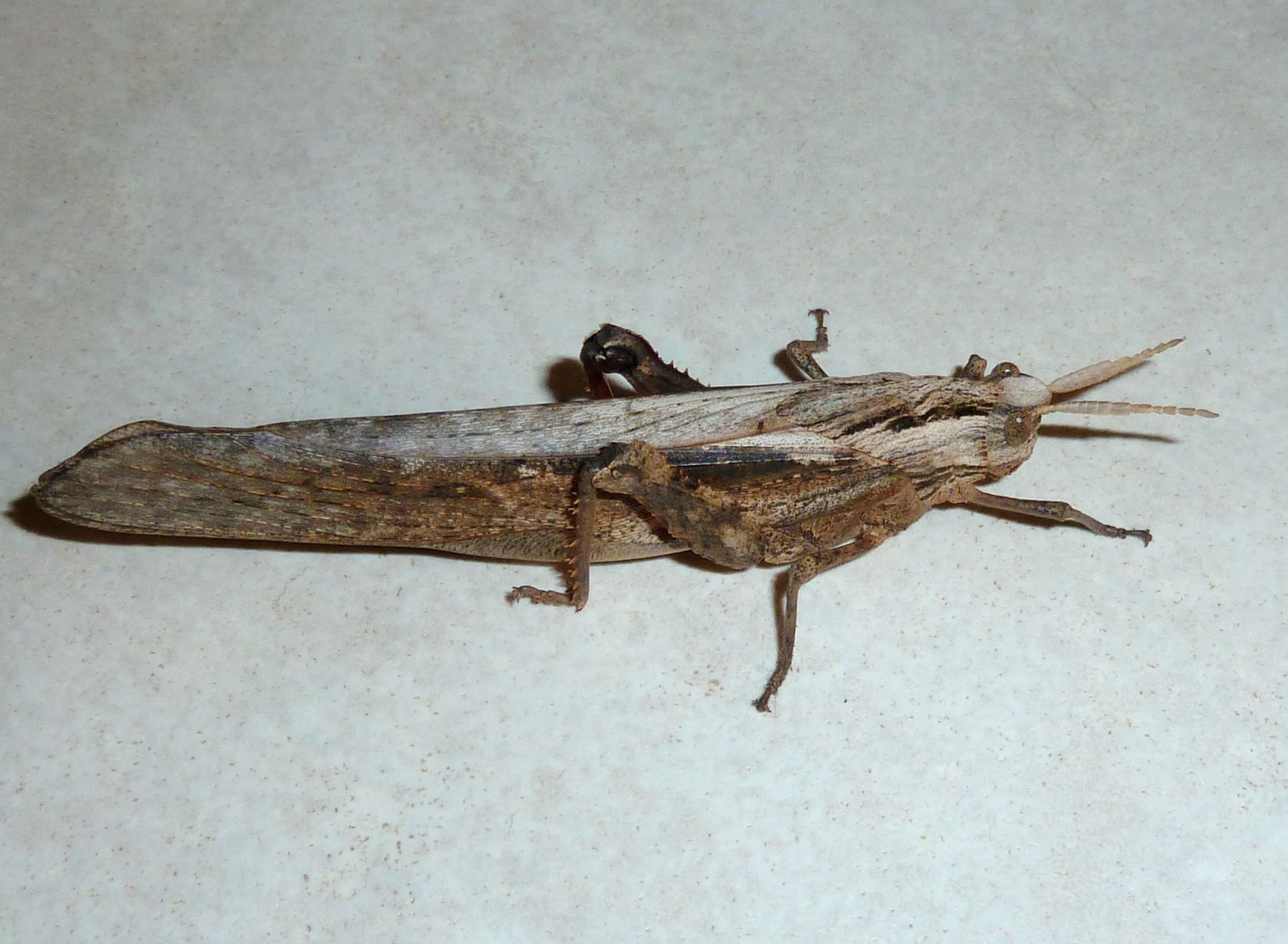
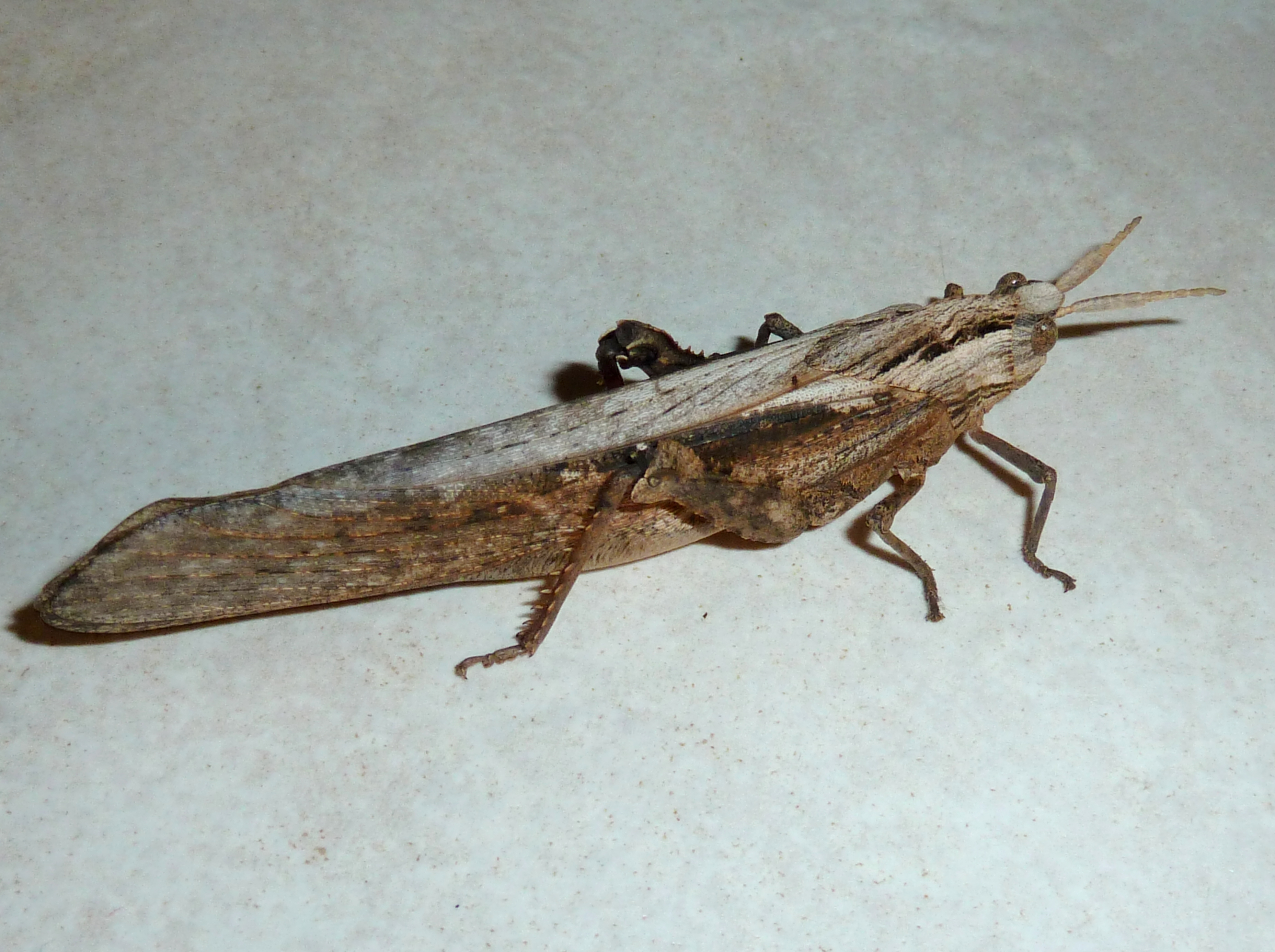
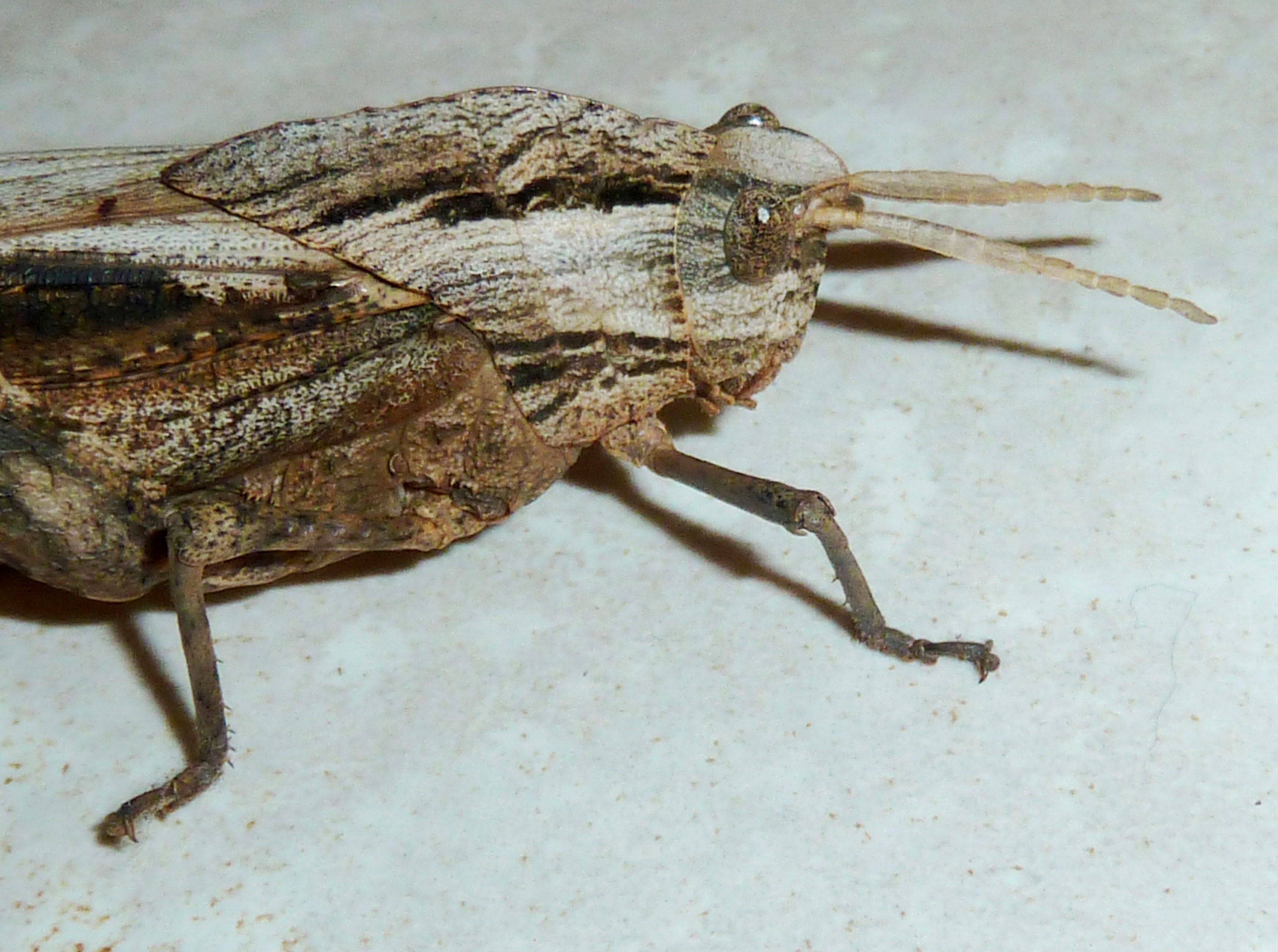
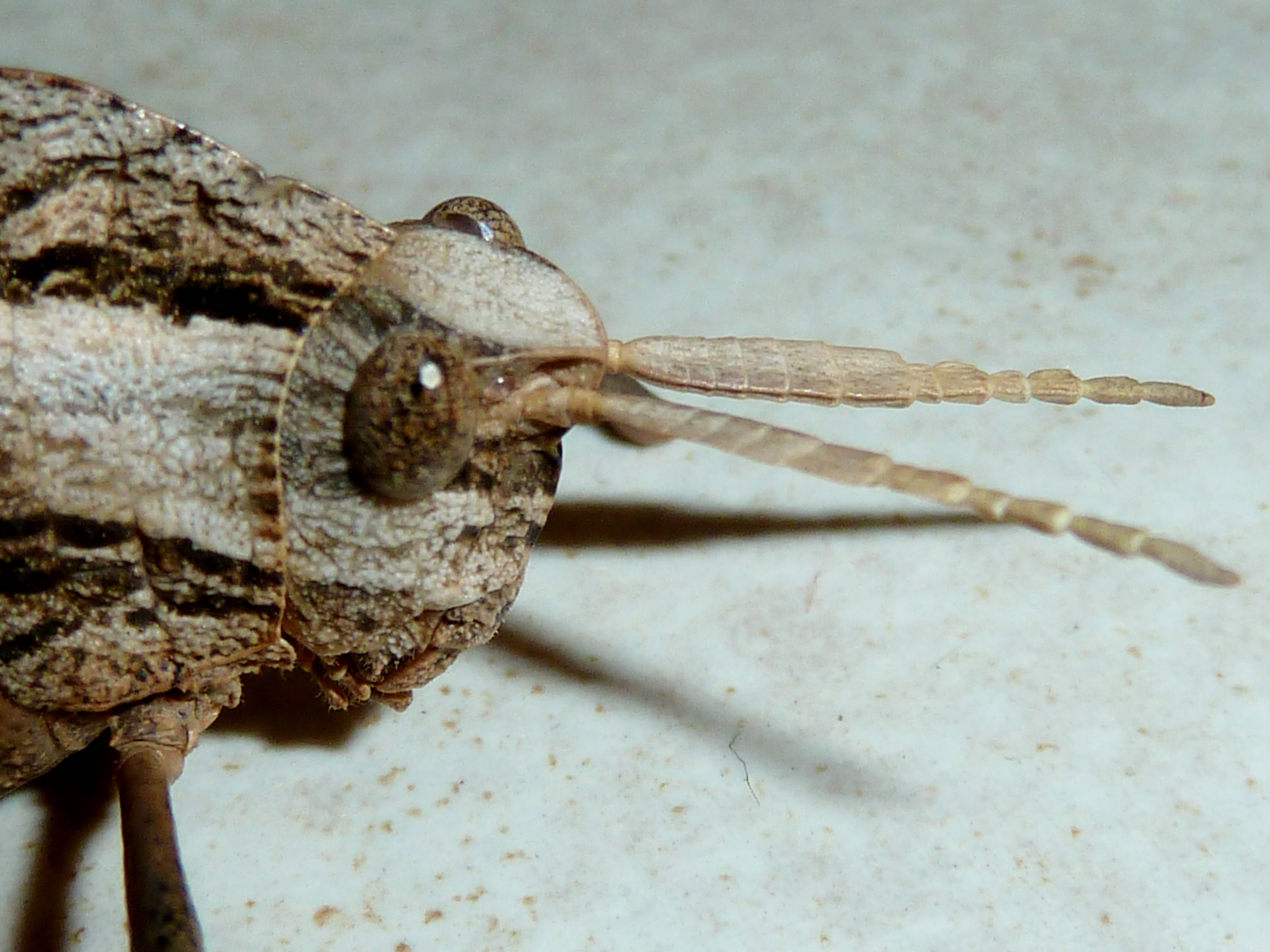